# Acțiunea Lebăda
Acțiunea Lebăda (1984) este un roman science fiction pentru copii al autorului român George Anania. Volumul a fost reeditat în 1991 la aceeași editură.

## Considerații generale
Deși la prima vedere acesta se dorește a fi o carte pentru copii, romanul revine la două teme prezentate în lucrările publicate anterior de Anania alături de Romulus Bărbulescu. De altfel, cei doi autori au recunoscut că s-au ajutat reciproc în proiectele individuale.
Prima dintre aceste două teme, care se regăsește și în romanul Doando, este aceea a unei civilizații extraterestre foarte vechi și avansată, care, aflată în pragul distrugerii, trimite în spațiu nave pe care a depozitat ADN-ul membrilor săi, precum și a florei și faunei de pe planeta de baștină, în speranța de a găsi planete propice renașterii. A doua temă este explorată pe larg în romanul Șarpele blând al infinitului și se referă la comunicarea prin intermediul bioundelor care călătoresc instantaneu prin spațiu și care se pot substanțializa. Dacă în acel roman acest mijloc asigura comunicarea cu a doua planetă a lui Sirius din constelația Câinele Mare, aici ea permite foștilor locuitori ai planetei stelei Deneb din constelația Lebăda să ceară ajutorul pământenilor.
Tehnologia la care a ajuns societatea de pe această planetă a permis savanților să proiecteze o bombă menită să transforme orice ființă în biounde, descoperire folosită de două facțiuni rivale pentru a se subjuga reciproc. Procesul a scăpat însă de sub control, organismele transformate astfel devenind agenți patogeni care au transmis starea lichefiată tuturor ființelor contactate. Astfel s-a dovedit căî, departe de a trece în neființă așa cum se anticipase, ființele atinse de bombă au trecut la un alt nivel de existență sub forma bioundelor.

## Intriga

Coperta celei de-a doua ediții a romanului

Gabriel Andreescu, un elev de paisprezece ani din București, este în pericol de a rămâne corigent la electronică, ceea ce ar arunca o pată asupra reputației familiei. Dar evenimentul este eclipsat de un fapt mult mai grav: tatăl, savantul Alexandru Andreescu, care plecase într-o misiune la Marea Neagră, a suferit un accident și zace internat într-o clinică în care nu poate fi vizitat.
De situația aceasta nu sunt străini doi apropiați ai familiei, Ștefan - viitorul cumnat al lui Gabi - și doctorul Dinu. Ei îl iau pe Gabriel la o plimbare prin București, în timpul căreia îi fac cadou un ceas deosebit, capabil să interacționeze cu bioundele ființelor. În timp ce se acomodează cu aparatul, Gabriel află și povestea adevărată în legătură cu tatăl său: acesta a descoperit pe fundul Mării Negre epava de milioane de ani a unei civilizații cosmice originară de pe planeta stelei Deneb. Pe ea se află mostre de ADN pentru toate ființele de pe planeta devastată de un război nemilos care a transformat toate ființele în biounde.
Denebienii au deschis ulterior un canal de legătură către Pământ, prin intermediul căruia l-au atras pe lumea lor pe tatăl lui Gabriel, căruia îi este imposibil să mai revină înapoi. Misiunea lui Gabriel este de a pleca și el pe planeta stelei Deneb unde, cu ajutorul ceasului, să adune laolaltă moleculele componente ale trupului tatălui său, ajutându-l să revină acasă. Călătoria se desfășoară prin intermediul unui nou canal de legătură deschis de denebieni, iar Gabriel reușește să își ducă la îndeplinirea misiunea. Apoi, alături de tatăl său, răspândesc pe planetă mostrele de ADN păstrate de milioane de ani în nava ajunsă pe Pământ, ajutând astfel la renașterea vechii civilizații.
Revenit pe Pământ, Gabriel află că trebuie să se supună unui tratament care să îi șteargă din memorie minunata aventură.

## Lista personajelor
- Gabriel Andreescu - 14 ani, elev în București
- Alexandru Andreescu - savant, tatăl lui Gabriel
- Amalia Andreescu - cântăreață de operă, mama lui Gabriel
- Lavinia Andreescu - studentă, sora lui Gabriel
- Frusina - mătușa lui Gabriel
- Ștefan Lupașcu - electronist, asistent al lui Alexandru Andreescu și iubit al Laviniei
- Dinu Vasiliu - doctor, prieten apropiat al familiei Andreescu
- Dumitrașcu zis Minitehnicus - profesor de electronică la școala unde învață Gabriel
- Dobrescu - asistent al lui Alexandru Andreescu
- Otilia Caragea - colegă de clasă cu Gabriel

## Ediții
- 1984 - Acțiunea Lebăda, ed. Ion Creangă, 188 pag.
- 1991 - Acțiunea Lebăda, ed. Ion Creangă, 160 pag., ISBN 973-25-0348-3